# Bíborosi Tanács
A Bíborosi Tanács latinul: Consilium cardinalium} (amelyet C9-nek neveztek, mivel egy ideig 9 bíborosi tagból állt), vagy más néven Bíborosi Tanácsadók Tanácsa a római katolikus egyház bíborosainak egyik csoportja, amelyet Ferenc pápa nevezett ki tanácsadói szolgálatra. A tanács létrehozásának tervét egy hónappal pápává való megválasztása után, 2013. április 13-án jelentették be, és hivatalosan ugyanazon év szeptember 28-án alakították meg.
A tanácsnak jelenleg hét tagja van, miután Ferenc pápa 2018 végén három tagot eltávolított, majd 2020-ban kinevezett egyet.

## Vezetés és tagság
A tanács jelenleg hét bíborosból áll, akiket Marco Mellino püspök segít titkárként.

## Tagok
- Óscar Andrés Rodríguez Maradiaga S.D.B., tegucigalpai érsek
- Giuseppe Bertello, a Vatikánvárosi Állam Kormányzósága elnöke
- Oswald Gracias, mumbai érsek
- Reinhard Marx, München-Freisingi érsek
- Seán Patrick O’Malley O.F.M.Cap., bostoni érsek és a Kiskorúak Védelmének Pápai Bizottsága elnöke
- Pietro Parolin, pápai államtitkár
- Fridolin Ambongo Besungu O.F.M.Cap., kinshasai érsek

A tanácsot Rodríguez Maradiaga bíboros koordinálja. Megalakulásakor nyolc tagból állt. Parolin bíboros nem volt a tanács eredeti tagjai között, de rendszeresen részt vett az üléseken, és 2014 júliusában a Szentszéki Sajtóiroda megerősítette, hogy ő lett a tanács kilencedik tagja.

## Egykori tagok
- 2013-2018: Francisco Javier Errázuriz Ossa, Santigo de Chile nyugalmazott érseke
- 2013-2018: Laurent Monsengwo Pasinya, Kinshasa nyugalmazott érseke
- 2013-2018: George Pell, a Gazdasági Titkárság nyugalmazott prefektusa